# سيمون فرازير (مستكشف)
سيمون فرازير (20 مايو 1776 - 18 أغسطس 1862) هو تاجر فراء ومستكشف من أصل اسكتلندي، رسم الكثير مما يُعرف الآن بمقاطعة كولومبيا البريطانية الكندية. وقد بنى أول مستوطنة أوروبية في كولومبيا البريطانية. عمل فرازير في شركة الشمال الغربي ومقرها مونتريال. وبحلول عام 1805، كُلف بجميع عمليات الشركة غرب جبال الروكي. وكان مسؤولًا عن بناء المراكز التجارية الأولى في تلك المنطقة، وفي عام 1808، اكتشف ما يعرف الآن باسم نهر فرازير، الذي يحمل اسمه. كانت جهود سيمون فرازير الاستكشافية مسؤولة جزئيًا عن إنشاء حدود كندا لاحقًا عند خط العرض 49 (بعد حرب 1812)، نظرًا لأنه كمواطن بريطاني كان أول أوروبي يؤسس مستوطنات دائمة في المنطقة. ووفقًا للمؤرخ ألكسندر بيغ، «مُنح فرازير لقب الفروسية لكنه رفضه بسبب ثروته المحدودة».

## نشأته
ولد فرازير في 20 مايو عام 1776 في قرية مابلتاون، هوسكيت، نيويورك. كان الطفل الثامن والأصغر للكابتن سيمون فرازير (توفي عام 1779)، من فوج المرتفعات 84، وإيزابيلا غرانت، ابنة الليرد (اللورد) دالدريغان. نشأ الكابتن سيمون فرازير في عزبة عائلته، غييساكن (باللغة الغيلية الاسكتلندية: Giùthsachan)، وهو الابن الثاني لويليم فرازير (توفي عام 1755)، وكان الليرد الثامن لغييساكن والليرد الثالث لكولبوكي، بسبب زواجه بكاثرين، ابنة جون ماكدونيل، الليرد الرابع لأردنابي. تنحدر عائلة فرازير من غييساكن وكولبوكى، تحديدًا من الأخ الأصغر للزعيم العاشر لعشيرة فرازير من لوفات.
جاء والد سيمون مع فوجه إلى أمريكا الشمالية عام 1773 وتوفي في السجن بعد أسره خلال معركة بينينغتون (1777). وبعد انتهاء الحرب، ساعد الكابتن جون فرازير والدة سيمون، وكان شقيق زوجها، وأصبح رئيسًا لقضاة منطقة مونتريال.

## تجارته بالفراء
في سن الرابعة عشرة، انتقل فرازير إلى مونتريال للحصول على تعليم إضافي، حيث كان اثنان من أعمامه يعملان في تجارة الفراء، وكان نسيبه، سيمون ماكتافيش، الشخصية الرائدة بلا منازع. وفي عام 1790، بدأ يتدرب في شركة الشمال الغربي.

## استكشاف غرب جبال روكي
في عام 1789، كلفت شركة الشمال الغربي ألكسندر ماكينزي بإيجاد طريق نهري صالح للملاحة إلى المحيط الهادئ. وكان الطريق الذي اكتشفه في عام 1793 - صعودًا إلى نهر ويست رود ونزولًا إلى نهر بيلا كولا - فتح مصادر جديدة للفراء، ولكن ثبت أنه من الصعب للغاية جعله طريقًا تجاريًا إلى المحيط الهادئ. وهكذا كُلف فرازير بمسؤولية توسيع العمليات إلى الريف الواقع غرب جبال الروكي في عام 1805. كانت رحلات ماكينزي في الأساس عبارة عن رحلات استطلاعية، في حين أن مهمة فرازير، على النقيض من ذلك، تعكس قرارًا محددًا لبناء مراكز تجارية والاستيلاء على البلاد، ولاستكشاف طرق السفر أيضًا.

### صعود نهر السلام وتأسيس المراكز
في خريف عام 1805، بدأ فرازير بصعود نهر السلام، وإنشاء مركز تجاري في روكي ماونتن بورتاج هاوس (هدسونز هوب حاليًا) شرق وادي نهر السلام في جبال روكي. في ذلك الشتاء، اندفع فرازير وطاقمه عبر الجبال وصعدوا نهري بارسنيب وباك، وأسسوا حصن تروت ليك (أعيدت تسميته لاحقًا بحصن ماكلود) في بحيرة ماكلود الحالية. وكانت هذه أول مستوطنة أوروبية دائمة غرب جبال روكي في كندا الحالية. كان الاسم الذي أطلقه فرازير على هذه المنطقة هو كالدونيا الجديدة، تكريمًا لوطن أجداده في اسكتلندا. وأدت الاستكشافات الإضافية لمساعد فرازير جيمس ماكدوغال إلى اكتشاف بحيرة كاريير، المعروفة الآن باسم بحيرة ستيوارت. في قلب المنطقة التي يسكنها السكان الأصليون الكاريير أو شعب داكل، أثبتت هذه المنطقة أنها مكان مربح لتجارة الفراء، لذلك بُني مركز حصن سانت جيمس على شاطئها في عام 1806. ومن هنا، أرسل فرازير مساعدًا آخر هو جون ستيوارت غربًا إلى بحيرة فرازير. وفي وقت لاحق، بنى الرجلان موقعًا آخرًا هناك يعرف الآن باسم حصن فرازير. أرسل فرازير لاحقًا مراقب سجلات البعثة، جول موريس كويسنيل، إلى أعلى النهر عند مفترق الطرق ليرى ما يوجد هناك، وانتهى به الأمر بتسمية النهر على اسمه، نهر وبحيرة كويسنيل، وهي ثالث أعمق بحيرة في العالم.

## وصلات خارجية
- سيمون فرازير على موقع الموسوعة البريطانية (الإنجليزية)